# College Corner, Ohio
College Corner là một làng thuộc quận Preble, tiểu bang Ohio, Hoa Kỳ. Năm 2010, dân số của làng này là 407 người.

## Dân số
- Dân số năm 2000: 424 người.
- Dân số năm 2010: 407 người.